# Babylon 5
Babylon 5 este un serial SF american creat și produs de către J. Michael Straczynski. 
Serialul se concentrează pe stația spațială Babylon 5: un loc în care se întâlnesc politica, diplomația și conflictul la sfârșitul anilor 2250 și la începutul anilor 2260.
Serialul produs între 1993 și 1998 se deosebește de alte seriale de televiziune din acea vreme prin utilizarea aproape exclusivă a graficii pe calculator pentru efectele speciale și prin divizarea arcului narativ în cinci segmente, planificate de la bun început, care cuprind toate episoadele.

## Distribuția (în ordine alfabetică)
- Mary Kay Adams - Na'Toth
- Aki Aleong - Senator Hidoshi

Ambasadorul Narn G'Kar

- Wayne Alexander - Lorien (și alte personaje)
- Blaire Baron - Carolyn Sykes
- Richard Biggs - Dr. Stephen Franklin
- Bruce Boxleitner - John Sheridan
- Julie Caitlin Brown - Na'Toth
- Macaulay Bruton - ajutorul lui Garibaldi
- Jason Carter - Marcus Cole
- Ardwight Chamberlain – (voce) Kosh
- Tim Choate - Zathras
- Claudia Christian - Susan Ivanova
- Jeff Conaway - Zack Allan
- Joshua Cox - David Corwin
- David L. Crowley - Lou Welch
- Jerry Doyle - Michael Garibaldi
- Robin Atkin Downes - Byron
- Maggie Egan - prezentator ISN
- William Forward - Lord Refa
- Mira Furlan - Delenn
- Stephen Furst - Vir Cotto
- Denise Gentile - Lise Hampton
- Melissa Gilbert - Anna Sheridan
- Peter Jurasik - Londo Mollari
- Andreas Katsulas - G'Kar
- Walter Koenig - Alfred Bester
- Wortham Krimmer - Cartagia
- Damian London - Centauri minister
- Gary McGurk - Morgan Clark
- Marjorie Monaghan - Nr. 1
- Bill Mumy - Lennier
- Julia Nickson - Catherine Sakai
- Michael O'Hare - Jeffrey Sinclair
- Robert Rusler - Warren Keffer
- Robin Sachs - roluri multiple
- Mark Schneider - Wade
- John Schuck - Draal
- Tracy Scoggins - Elizabeth Lochley
- Johnny Sekka - Dr. Benjamin Kyle
- Patricia Tallman - Lyta Alexander
- Andrea Thompson - Talia Winters
- Tamlyn Tomita - Laurel Takashima
- Louis Turenne - Brother Theo
- John Vickery - Neroon (și alte personaje)
- Ed Wasser - Morden
- Efrem Zimbalist Jr. - William Edgars

## Civilizații

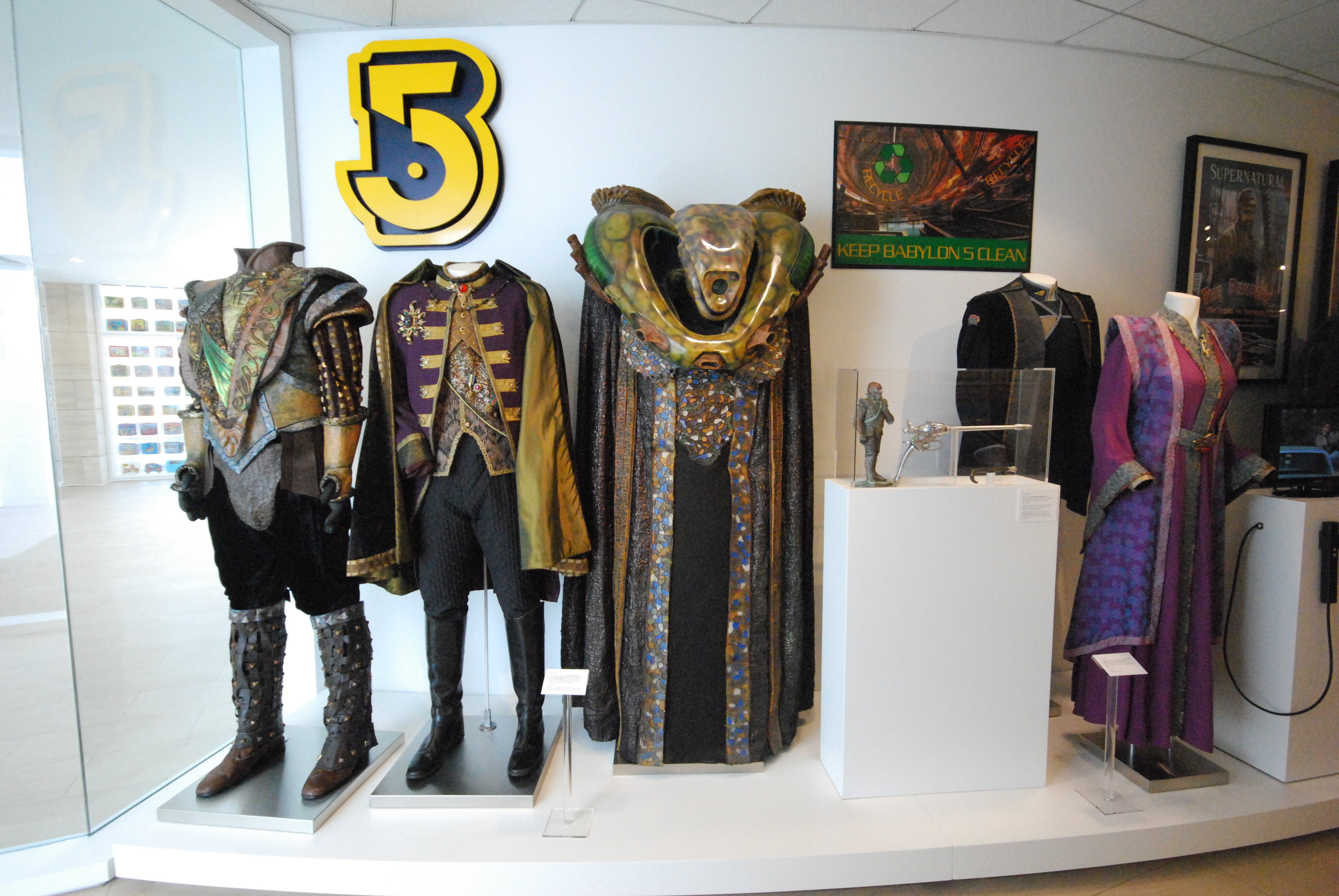
Costume ale raselor din Babylon 5

Stația Babylon fiind concepută ca un centru de întâlnire politic și cultural,una din numeroasele teme ale serialului 
o constituie interacțiunea socială și culturală dintre civilizații. La începutul serialului cinci civilizații dominante sunt reprezentate pe stație: Oamenii, Minbarii, Narnii, Centaurii și Vorlonii. Umbrele și aliații lor sunt specii răuvoitoare care apar mai târziu în serial. Câteva duzini de specii mai puțin puternice au format Liga Lumilor Nealiniate, care cuprinde rasele Drazi, Brakiri, Vree, Markab și Pak'ma'ra.

## Teme
Pe măsură ce acțiunea se dezvoltă,creatorii serialului au găsit diverse modalități pentru a analiza și dezbate teme relevante pentru numeroase chestiuni sociale. În premieră pentru un serial de televiziune science-fiction sunt explorate caracteristicile politice și sociale ale primelor colonii umane și tensiunile care se dezvoltă între acestea și Pământ. Babylon 5 este de asemenea unul din primele seriale science-fiction în care se face referire la o relație între persoane de același sex ,homosexualitatea fiind considerată doar o chestiune similară cu "a fi stângaci sau dreptaci".  Dragostea neîmpărtășită este explorată și constituie o sursă de durere pentru personaje,cu toate că nu toate relațiile au un sfârșit nefericit.

### Ordine versus haos; autoritarianism versus liberul arbitru
Ciocnirea dintre ordine și haos și cei prinși la mijloc joacă un rol important în intriga serialului. Conflictul dintre două rase străvechi inimaginabil de puternice,Vorlonii și Umbrele,este prezentat ca o bătălie între două ideologii aflate într-o competiție al cărei scop este convertirea speciilor tinere. Vorlonii reprezintă o filozofie autoritariană:Vei face ceea ce noi îți spunem să faci deoarece așa îți spunem noi să faci. Întrebarea pe care o pun Vorlonii:"Cine ești ?" se concentrează pe identitate ca un catalizator pentru modelarea obiectivelor personale.Umbrele reprezintă o filozofie a evoluției prin foc,a sădirii semințelor conflictului pentru a da naștere progresului.  
Întrebarea pe care o pun Umbrele este:"Ce vrei ?". Spre deosebire de Vorloni,Umbrele pun pe primul loc dorința personală și ambiția,folosite pentru a modela identitatea și încuraja conflictul între grupurile care aleg să-și urmărească doar propriul interes. Reprezentarea ordinii și a haosului amintește de mitul babilonian potrivit căruia universul s-a născut din conflictul dintre cele două. Apogeul acestui conflict este atins atunci când rasele tinere demască "adevărata față" a Vorlonilor și a Umbrelor,respingând ambele filozofii și anunțând astfel zorii unei noi ere.
Ideea potrivit căreia războiul reprezintă "uciderea propriilor părinți" își găsește ecoul în descrierea războiului civil dintre Pământ și coloniile sale. Metaforă politică care amintește de McCarthism, Alianța Terestră devine din ce în ce mai autoritaristă și în final alunecă în dictatură. Serialul analizează limitările libertăților civile și autoamăgirea unei populații care își face iluzii că propria superioritate morală nu va permite unei dictaturi să vină la putere până în momentul în care este prea târziu.

### Război și pace
Universul Babylon 5 se confruntă cu numeroase conflicte care se desfășoară la o scală interstelară. Povestea începe în amurgul unui conflict cu Minbari care a dus omenirea aproape de extincție. Stația Babylon 5 este prin urmare construită cu scopul de a proteja pacea prin intermediul diplomației, fiind descrisă în primele două sezoane ca fiind "ultima speranță pentru pace". O dată cu începerea celui de-al treilea sezon, stația este descrisă ca fiind "ultima speranță pentru victorie", sugerând astfel că deși pacea poate fi o realizare lăudabilă, ea poate să reprezinte și o capitulare în fața unui inamic hotărât să comită acte îngrozitoare și că "pacea este un produs secundar al victoriei obținute împotriva celor care nu doresc pace". Serialul sugerează că sfârșitul acestor războaie nu reprezintă și sfârșitul războiului însuși. Evenimente arătate sute de ani în viitorul serialului descriu războaie care vor aduce din nou rasa umană în pragul dezastrului, demonstrând ca omenirea nu se va schimba, iar cea mai bună speranță este aceea că după ce va cădea se va ridica de fiecare dată un pic mai sus până când va putea într-o zi "să-și ocupe locul între stele, instruindu-i pe cei ce vor urma."

## Subiectul
Cele cinci sezoane ale serialului corespund fiecare unui singur an ficțional din perioada 2258-2262. În episodul pilot,stația spațială Babylon 5 îi întâmpină pe ambasadorii unor rase diverse din galaxie. Pământul abia a supraviețuit unui război accidental cu puternica rasă Minbari,care,în ciuda unei tehnologii superioare,a capitulat in mod misterios,chiar în momentul în care era pe punctul de a anihila rasa umană.

### Sezonul 1 - 2258
De-a lungul primului an la conducerea stației se află comandantul Jeffrey Sinclair care descoperă treptat că a fost capturat de Minbari în timpul bătăliei finale din războiul purtat de aceștia împotriva Pământului. După capturarea lui,Minbari au început să creadă că Sinclair este reîncarnarea lui Valen,un mare conducător Minbari și erou al ultimului război dintre Minbari și Umbre,datorită faptului că Sinclair și Valen împărtășeau același ADN. Concluzionând că și alți membri ai speciei lor se reîncarnau ca oameni,Minbari au oprit ofensiva împotriva Pământului chiar în momentul în care defensiva terestră era în pragul colapsului. Este dezvăluit treptat faptul că ambasadorul Delenn este o membră a misteriosului Consiliu Gri,corpul conducător Minbari. Către sfârșitul lui 2258,ea își începe transformarea într-un hibrid Minbari-om. Anul se sfârșește cu asasinarea președintelui Alianței Terestre,Luis Santiago,și cu intensificarea tensiunilor dintre Narni și Centauri,după ce un avanpost Narn este distrus de o forță necunoscută.

### Sezonul 2 - 2259
După ce preia funcția de guvernator militar al stației,căpitanul John Sheridan află ca moartea fostului președinte Santiago a fost de fapt un asasinat orchestrat de vice-președintele Clark,care devine astfel președinte al Alianței.
Un conflict începe între ofițerii de pe Babylon 5 si Corpul Psi,o organizație din ce în ce mai autocratică care controlează viețile telepaților umani.
Umbrele,membrii unei rase străvechi și extrem de puternice,care a ieșit recent din hibernare,se dovedesc a fi cauza ultimelor evenimente misterioase,inclusiv a distrugerii avanpostului Narn de la sfârșitul lui 2258. Planeta natală a Narnilor este cucerită de Centauri după un bombardament brutal. Se dezvăluie ca Vorlonii sunt la originea legendelor
despre îngeri de pe diferite planete,inclusiv Pământul și că aceștia sunt străvechii inamici ai Umbrelor.

### Sezonul 3 - 2260
Corpul Psi și președintele Clark încep să folosească tehnologia avansată a Umbrelor. Marte și alte colonii își declară independența,urmate de stația Babylon 5. Războiul izbucnește între Umbre și alianța condusă de Babylon 5 si Minbari. Se dezvăluie ca sursa telepatiei umane o constituie manipulările genetice efectuate de către Vorloni iar navele Umbrelor sunt vulnerabile la atacuri telepatice.
Atras de către soția sa pe care o credea moartă,Sheridan călătorește pe Z'ha'dum,planeta natală a Umbrelor,care vor să-l recruteze de partea lor însă acesta alege să le distrugă cel mai mare oraș printr-un atac kamikaze și este văzut ultima oară sărind într-un puț extrem de adânc pentru a se feri de explozie.

### Sezonul 4 - 2261
În 2261,Vorlonii se implică în războiul împotriva Umbrelor,însă tacticile lor brutale de a distruge planete întregi duc la căutarea și recrutarea câtorva rase străvechi și puternice (Primii) atât împotriva Umbrelor cât și a Vorlonilor. Sheridan a scăpat distrugerii de pe Z'ha'dum,însă cu un preț:mai are numai 20 de ani de trăit. După ce Umbrele și Vorlonii sunt atrași într-o bătălie imensă,se relevă faptul că aceștia au fost lăsați drept gardieni ai raselor mai tinere,care nu mai acceptă însă amestecul lor iar Umbrele și Vorlonii,împreună cu celelalte rase străvechi,decid să părăsească galaxia. O alianță condusă de Babylon 5 eliberează Pământul de regimul totalitar al președintelui Clark. Se formează Alianța Interstelară iar Sheridan este ales președinte al acesteia.

### Sezonul 5 - 2262
În 2262,căpitanul Elizabeth Lochley preia comanda stației. O rasă numită Drakh,fostă aliată a Umbrelor,preia controlul asupra regentului Virini de pe Centauri Prime prin intermediul unei creaturi parazite iar apoi provoacă un război între Centauri și Alianța Interstelară. Centauri Prime este devastată de către navele de război Narne si Drazi iar Londo Mollari devine împărat. Sheridan si Delenn se căsătoresc și se mută pe Minbar,împreună cu sediul Alianței Interstelare.
20 de ani mai târziu,Sheridan face o ultimă vizită pe Babylon 5,stație care,după plecarea acestuia către locul ales pentru a muri,este distrusă complet printr-o acțiune de demolare controlată,existența ei nemaifiind necesară.